# プランマン〜恋のアラームが止まらない!
『プランマン〜恋のアラームが止まらない!』（原題：플랜맨、英題：The Plan Man）は、2014年1月9日公開の韓国映画。ロマンチックコメディ。配給社はロッテエンターテイメント。
監督はソン・シフム。

## あらすじ
強迫性人格障害を抱えている図書館司書のジョンソク（チョン・ジェヨン）は、自分の生活スケジュールを秒単位で管理して、規律正しく暮らしてた。そんなジョンソクは、自分と同じように潔癖な素振りを見せるコンビニ店員サンユンに片思いをしていた。自分の思いを彼女に伝えようとしていた時、自由で感覚的で雑な性格のミュージシャン、ソジョン（ハン・ジミン）と出会う。ソジョンの仲介で憧れのサンユンに告白しようとしたジョンソクだったが、サンユンの口から出た言葉は「自分と同じような潔癖タイプの人間とは付き合いたくない! 」だった。今のままの自分ではサンユンと付き合うことが出来ないと知り、落ち込むジョンソク。そんな彼の性格を荒療治すべく、ソジョンは一緒に歌のオーディションに出る事を提案する。

## キャスト
| 俳優             | 俳優名（韓） | 役名               | 役名（韓） |
| ---------------- | ------------ | ------------------ | ---------- |
| チョン・ジェヨン | 정재영       | ハン・ジョンソク   | 한정석     |
| ハン・ジミン     | 한지민       | ユ・ソジョン       | 유소정     |
| チェ・ウォニョン | 최원영       | ピョンス（妻帯者） | 병수       |

## OST
以下の楽曲で主演のハン・ジミンが生歌を披露している。
| 年度 | アルバム／CD名                             | 楽曲 | 作曲 |
| ---- | ------------------------------------------ | --- | ---- |
| 2014 | プランマン ～恋のアラームが止まらない！OST | - 개나 줘버려（犬にでもくれてやれ！） (Feat. チョン・ジェヨン) - 플랜맨（プランマン） - 유부남（妻帯者） - 삼각김밥（おにぎり） | UV   |

## スケジュール
- 2013年12月9日　制作報告会（＠ソウル広津区紫陽洞ロッテシネマ）

## エピソード
- 制作報告会でハン・ジミンが「普段は緊張しないチョン・ジェヨン先輩がキスシーンの撮影の日は緊張していた」と明かすと、チョン・ジェヨンは「実はその日妻と結婚15周年だった。妻はまだキスシーンがあることを知らない」と続けて笑いを誘った。[1]